# 庫西基夫齊
49°24′39″N 27°55′8″E / 49.41083°N 27.91889°E
庫西基夫齊（烏克蘭語：Кусиківці），是烏克蘭的村落，位於該國西南部文尼察州，由文尼察區負責管轄，始建於1420年，面積0.24平方公里，海拔高度288米，2001年人口433，人口密度每平方公里1,827人。